# Ниццкий трамвай
Ниссуанский трамвай — трамвайная система в Ницце (Франция), возрождённая в 2007 году.
Пассажиропоток (2014 год) — 100 тысяч пассажиров в день. Оператор — транснациональная корпорация Transdev.

## История
Первый трамвай в Ницце был пущен в 1900 году. Сеть была электрифицирована к 1910 году. В 1920 году действовало 11 линий. В 1953 году трамвайная сеть была закрыта, место трамваев заняли троллейбусы.
В 1990-е годы городские власти задумались о возрождении трамвая. В 2007 году введена в эксплуатацию первая линия через центр города.

## Характеристики
Маршрутная сеть.

Проектируемая сеть. Красным цветом показана действующая линия № 1

Первая линия из 22 остановок имеет протяжённость 9,1 км.
Вторая линия из 20 остановок, протяжённостью 11,3 км, которая должна связать город с аэропортом, на 2017 год находится в стадии строительства. Первый участок (CADAM — Манян) открылся 30 июня 2018 года, а 15 декабря того же года начато вилочное движение в аэропорт Ниццы.
Проектами развития предусмотрено строительство подземного участка второй линии в центре Ниццы до её порта, а также третьей линии (Аэропорт — Сент-Исидор с возможностью продления до Лингостьера), которая включит в себя современную вилку второй линии. При этом вторая и третья линии не будут технологически связаны с первой, но подземный участок второй линии будет иметь две пересадочные остановки на первую (Жан Медсен и Гарибальди — Лё Шато). На совсем далёкую перспективу отложено строительство участка первой линии (Опиталь Пастёр — Ля Трините).
Подвижной состав состоит из трамваев французского производства марки Citadis, которые скомпонованы из 5 вагонов общей длиной 35 метров. Трамвай имеет ширину 2,65 м и способен перевозить до 200 пассажиров. Средняя скорость — 15 км/ч.
Контактная сеть имеет напряжение 750 вольт. В историческом центре контактная сеть отсутствует, и трамвай питается за счёт аккумуляторов.